# Никола Маринов (полковник)
 Тази статия е за полковника.  За други личности с това име вижте Никола Маринов.  
Никола Маринов Николов  е български офицер и военен деец. Преподавател във ВНВУ „Васил Левски“, Велико Търново.

## Биография
Никола Маринов е роден на 7 април 1932 г. в с. Дойренци, Ловешко. Основното си образование завършва с отличен успех в Народно основно училище „Христо Ботев“, Дойренци (1946). Завършва Народна мъжка гимназия „Христо Кърпачев“ (Ловеч) с успех „Много добър“ 5,13 (1950).
От 1 септември 1950 г. е курсант в VI класно отделение на поделение 85710-Народно Военно Танково Училище, Ботевград. През 1952 г. завършва с отличие първия випуск на НВТУ Ботевград, специалност „ЗКТЧ“ и от 8 септември 1952 г. му е присвоено първо офицерско звание лейтенант. Придобива и квалификация механик водач 3-ти клас на танкове Т-34 и Т-IV.
Работи като командир на танков взвод в поделение 75210, Казанлък (1952 – 1953) и Народна Школа за запасни офицери „Христо Ботев“, Велико Търново (1953 – 1954); ЗКПЧ на рота в под 75250 и 75450 – София (1954 – 1955). Служи в Народно военно училище „Васил Левски“, София (1954 – 1959). Продължава да работи в НВУ след преместването му във Велико Търново (1959 – 1961).
Със заповед № 505/02.09.1961 г. на Началника на НВУ е приет в еднократния четиригодишен инженерен курс в НВУ „Васил Левски“, Търново. През 1965 г. се дипломира с успех „Отличен“ 5,89. Обявен за първенец на випуска и придобива квалификация инженер по двигатели с вътрешно горене, и специалност ЗКТЧ по експлоатация и ремонт на авто-бронетанкова техника.
Поради факта че е първенец на випуска е назначен за преподавател е в катедра Автобронетанкова техника на НВУ „Васил Левски“, Велико Търново 1965 – 1969 г. През 1969 г. ВНВУ преминава на четиригодишен висш курс на обучение на курсантите и се формира нова катедра Двигатели с вътрешно горене (ДВГ), в която е преподавател (1969 – 1970) и началник (1970 – 1983). Преподава дисциплината „Теория, изчисление и конструкция на ДВГ“.
В периода 1983 – 1987 г. е Заместник-началник по техническата част на ВНВУ „Васил Левски“, Велико Търново.
Автор на учебници, сборници и помагала за подготовка на курсантите от Военното училище по важните, от които са Конструкция и изчисление на ДВГ (записки), Теория на ДВГ (записки), Вт., 1980.

### Звания
- лейтенант (8 септември 1952)
- старши лейтенант (1955)
- капитан (1958)
- майор (1963)
- подполковник (1968)
- полковник (1973)

### Отличия
- Орден „За военна доблест и заслуга“ I степен – Указ 3372/14.10.1985
- Медал „За боева заслуга“ – Указ на президиума на НС322/07.09.1956
- Медала „За заслуги към БНА“ – МЗ 373/75 г. и МЗ 034/03.02.1982
- Медал „За безупречна служба във ВС на НРБ“ – III ст., (10 години) МЗ 0431 /1962., II ст. (20 г.), I ст.(30 г.)
- 11 юбилейни медала на БНА.